# Dicranomyia praeclara
Dicranomyia praeclara är en tvåvingeart som först beskrevs av Alexander 1928.  Dicranomyia praeclara ingår i släktet Dicranomyia och familjen småharkrankar. Inga underarter finns listade i Catalogue of Life.